# Aeroportul Tambolaka
Aeroportul Tambolaka (IATA: TMC, ICAO: WADT) este un aeroport din West Sumba⁠(d), East Nusa Tenggara⁠(d), Indonezia ce deservește zona Kota Waikabubak⁠(d).
Situat la o altitudine de 62 m, aeroportul dispune de o singură pistă.